# Jalal Haroutiounian
Jalal Anatolii Haroutiounian (arménien : Ջալալ Անատոլիի Հարությունյան ; russe : Джалал Анатольевич Арутюнян ; né le 11 novembre 1974) est un général arménien, ministre de la Défense de la République d'Artsakh et commandant de l'Armée de défense de la République du Haut-Karabagh. Il a notamment commandé l'armée de défense de l'Artsakh pendant la guerre du Haut-Karabakh en 2020 jusqu'à sa démission le 27 octobre 2020 après avoir été blessé au combat. Il est nommé alors chef du service de contrôle militaire du Ministère arménien de la Défense (en) en février 2021. Haroutiounian est suspendu de ce poste lors de l'ouverture d'une affaire pénale ouverte en septembre 2022, pour des faits de « négligence à l'égard du service militaire ».